# ماوک وبر
ماوک وبر (هلندی: Mauk Weber; ۱ مارس ۱۹۱۴ – ۱۴ آوریل ۱۹۷۸) بازیکن فوتبال اهل هلند بود.

## باشگاهی
از باشگاه‌هایی که در آن بازی کرده‌است می‌توان به باشگاه فوتبال دن هاگ، اشاره کرد.

## تیم ملی
وی همچنین در تیم ملی فوتبال هلند بازی کرده‌است.